# Toestemmingswet
Een toestemmingswet regelt in Nederland de voor Koninklijke huwelijken sinds 1814 benodigde toestemming van de Staten-Generaal. In artikel 28 van de Grondwet is geregeld: Als een koning trouwt zonder toestemming moet hij aftreden. Als iemand die potentieel in aanmerking komt voor erfopvolging trouwt zonder toestemming, wordt hij en de uit het huwelijk geboren kinderen en hun nakomelingen van de erfopvolging uitgesloten. Hoewel de toestemmingswetten spreken van toestemming verlenen is er geen verbod op een huwelijk zonder toestemming, het heeft alleen de genoemde consequenties, waarbij geen sprake is van een straf.

## Prinses Irene (geen toestemmingswet)
In 1964 zag prinses Irene van eventuele troonopvolging af, toen zij zonder toestemming van de Staten-Generaal trouwde met Carel Hugo van Bourbon-Parma. Carlos was een destijds omstreden troonpretendent voor de Spaanse troon en de leider van de Carlisten. Irene wilde haar verloofde actief helpen bij deze politieke doelstellingen. Hiernaast vormde het een probleem dat prinses Irene zich in het geheim tot het katholicisme had bekeerd. Het huwelijk vond uiteindelijk buiten Nederland plaats, in de Basiliek van Santa Maria Maggiore in Rome, zonder aanwezigheid van de Nederlandse regering en leden van het Koninklijk Huis.

## Prinses Beatrix
In 1965 werd een toestemmingswet voor het huwelijk van prinses Beatrix met Claus van Amsberg ingediend. De wet werd aangenomen met 132 tegen 9 stemmen; naast de vier leden van de PSP-fractie stemden vijf PvdA-leden (onder wie Harry Peschar) tegen. De CPN onttrok zich aan de stemming.

## Prinses Christina (geen toestemmingswet)
In 1975 zag prinses Christina van eventuele troonopvolging af, toen zij zonder toestemming van de Staten-Generaal trouwde met Jorge Guillermo.

## Prins Maurits
In 1998 werd voor het huwelijk van prins Maurits en Marilène van den Broek een toestemmingswet aangenomen.  De Staten-Generaal behandelden toen voor het eerst een toestemmingswet in verenigde vergadering. Eerder waren toestemmingswetten steeds door de Tweede en Eerste Kamer in afzonderlijke vergaderingen behandeld.

## Prins Bernhard
In 2000 werd voor het huwelijk van prins Bernhard en Annette Sekrève een toestemmingswet aangenomen.

## Prins Constantijn
Voor het huwelijk van prins Constantijn met Laurentien Brinkhorst in mei 2001 werd een toestemmingswet aangenomen.

## Prins Willem-Alexander
Op 3 juli 2001 nam de Verenigde Vergadering van de Staten-Generaal een toestemmingswet aan voor het huwelijk van kroonprins Willem-Alexander met Máxima Zorreguieta.

## Prins Johan Friso (geen toestemmingswet)
Op 10 oktober 2003 maakte premier Balkenende bekend dat de regering voor het huwelijk van prins Friso en Mabel Wisse Smit geen toestemmingswet zou indienen. Als reden werd opgegeven dat het paar de regering "niet volledige en niet juiste informatie" had verstrekt. Het was nooit eerder in de geschiedenis van het Koninkrijk der Nederlanden voorgekomen dat voor een Oranje-telg die aanspraak maakte op de troon, het verzoek tot indiening van een toestemmingswet door de regering werd afgewezen.
Als gevolg van dit besluit verloor prins Johan Friso zijn rechten op de troon op het moment dat zijn huwelijk met Wisse Smit werd voltrokken. Zijn jongere broer prins Constantijn werd toen de derde troonopvolger, na kroonprins Willem-Alexander en zijn dochter, prinses Amalia.

## Artikel 28 van de Grondwet
28.1De Koning, een huwelijk aangaande buiten de wet verleende toestemming, doet daardoor afstand van het koningschap.
28.2Gaat iemand die het koningschap kan beërven een zodanig huwelijk aan, dan is hij met de uit het huwelijk geboren kinderen en hun nakomelingen van de erfopvolging uitgesloten.
28.3De Staten-Generaal beraadslagen en besluiten ter zake van een voorstel van wet, strekkende tot het verlenen van toestemming, in verenigde vergadering.

## Toekomst
Een huwelijk van met iemand van hetzelfde geslacht zou geen beletsel vormen voor troonsopvolging. Of in zo'n geval een kind van het paar vervolgens in aanmerking komt voor troonsopvolging wordt vooralsnog niet geregeld.